# Округ Вејн (Северна Каролина)
Округ Вејн (енгл. Wayne County) је округ у америчкој савезној држави Северна Каролина.

## Демографија
По попису из 2010. године број становника је 122.623, што је 9.294 (8,2%) становника више него 2000. године.
| Група             | 2000.          | 2010.          |
| Белци             | 67.756 (59,8%) | 68.216 (55,6%) |
| Афроамериканци    | 37.422 (33,0%) | 38.499 (31,4%) |
| Азијати           | 1.088 (1,0%)   | 1.431 (1,2%)   |
| Хиспаноамериканци | 5.604 (4,9%)   | 12.162 (9,9%)  |
| Укупно            | 113.329        | 122.623        |